# Gara Izvoru Oltului
Gara Izvoru Oltului este o gară care deservește comuna Sândominic, județul Harghita, România.